# Sokolniki (gmina)
Sokolniki – gmina wiejska w województwie łódzkim, w powiecie wieruszowskim. W latach 1975–1998 gmina położona była w województwie kaliskim.
Siedziba gminy to Sokolniki.
Według danych z 30 czerwca 2004 gminę zamieszkiwało 4891 osób. Natomiast według danych z 31 grudnia 2019 roku gminę zamieszkiwało 5035 osób.

## O gminie
Ośrodek usługowy regionu rolniczego. Gmina Sokolniki leży w powiecie wieruszowskim. Podstawowym źródłem utrzymania mieszkańców jest rolnictwo. Gmina ma sieć wodociągową. Przez gminę przebiega międzynarodowa droga ekspresowa, co stwarza możliwości inwestycyjne w zakresie infrastruktury turystycznej.

## Rezerwaty przyrody
Na terenie gminy znajduje się rezerwat przyrody Ryś chroniący naturalną buczynę i grąd z udziałem buka i jodły na granicy ich zasięgu.

## Zabytki
Na terenie gminy znajdują się trzy obiekty zabytkowe: pałac z oficynami i okalającym parkiem w miejscowości Sokolniki(Hotel, Restauracja), pałac wraz z okalającym go parkiem położony w miejscowości Walichnowy, w którym kiedyś mieściła się szkoła podstawowa, zabytkowy kościół z XV/XVI wieku położony w Starym Ochędzynie.

## Struktura powierzchni
Według danych z roku 2002 gmina Sokolniki ma obszar 80,02 km², w tym:
- użytki rolne: 64%
- użytki leśne: 31%

Gmina stanowi 13,89% powierzchni powiatu.

## Demografia

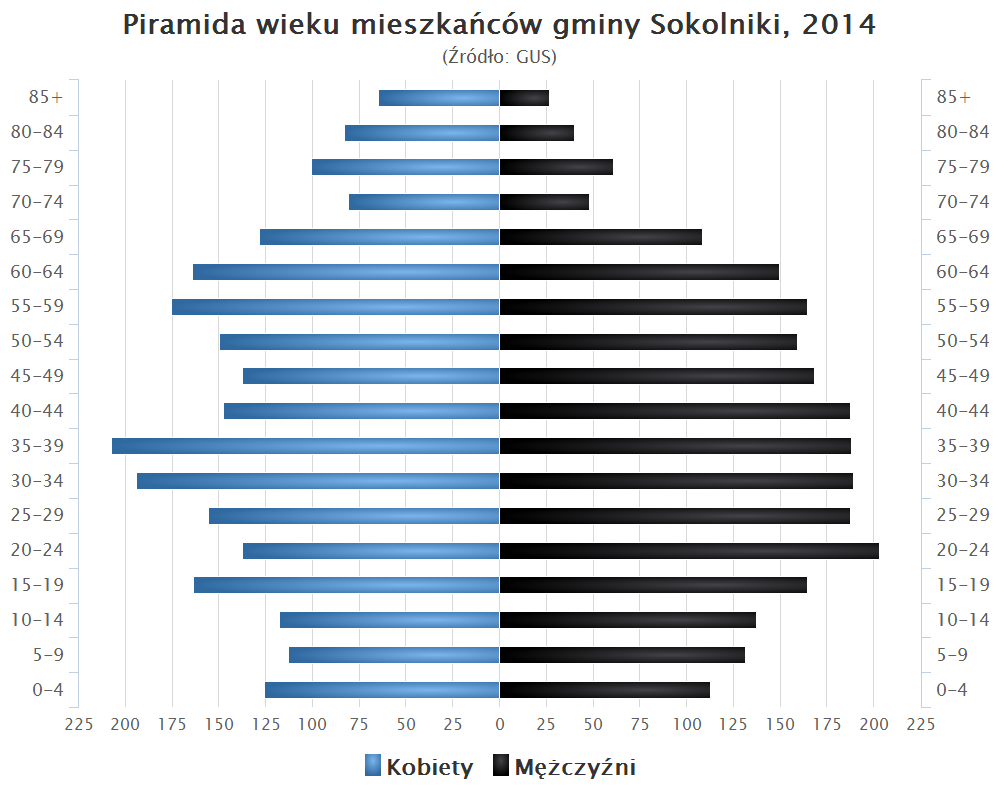
Piramida wieku mieszkańców gminy Sokolniki w 2014 roku

Dane z 30 czerwca 2004:
| Opis                              | Ogółem | Ogółem | Kobiety | Kobiety | Mężczyźni | Mężczyźni |
| --------------------------------- | ------ | ------ | ------- | ------- | --------- | --------- |
| Jednostka                         | osób   | %      | osób    | %       | osób      | %         |
| Populacja                         | 4891   | 100    | 2485    | 50,8    | 2406      | 49,2      |
| Gęstość zaludnienia [mieszk./km²] | 61,1   | 61,1   | 31,1    | 31,1    | 30,1      | 30,1      |

## Sołectwa
Bagatelka, Góry, Kopaniny, Nowy Ochędzyn, Pichlice, Prusak, Ryś, Sokolniki, Stary Ochędzyn, Tyble, Walichnowy, Wiktorówek, Zdzierczyzna

## Pozostałe miejscowości
Borki Pichelskie, Borki Sokolskie, Gumnisko, Maksymów, Malanów, Parcela, Siedliska, Szustry, Wyglądacze, Zagórze.

## Sąsiednie gminy
Biała, Czastary, Galewice, Lututów, Wieruszów